# Choeromorpha brunneomaculata
Choeromorpha brunneomaculata är en skalbaggsart som först beskrevs av Stefan von Breuning 1935.  Choeromorpha brunneomaculata ingår i släktet Choeromorpha och familjen långhorningar.
Artens utbredningsområde är Filippinerna. Inga underarter finns listade i Catalogue of Life.